# 1963 en photographie
| Années de la photographie : 1960 - 1961 - 1962 - 1963 - 1964 - 1965 - 1966    |
| Décennies de la photographie : 1930 - 1940 - 1950 - 1960 - 1970 - 1980 - 1990 |

Cet article présente les faits marquants de l'année 1963 en photographie.

## Évènements
- Le Polaroïd couleur (Polacolor) fait son apparition en même temps que l'Instamatic de Kodak.
- La firme japonaise Tokyo Kogaku KK commercialise le Topcon RE Super, un appareil photo reflex 35 mm.
- L'entreprise chimique suisse de Bâle Ciba, en collaboration avec Ilford Photo, met sur le marché le Cibachrome, un papier photographique permettant de produire des images positives à partir de diapositives couleur.
- Ouverture de l'école publique consulaire des Gobelins à Paris : elle forme aux métiers de la photographie, avant d'élargir ses formations aux industries graphiques, au cinéma d'animation et à la vidéo.
- L'historien de la photographie Helmut Gernsheim, qui l'avait redécouverte en 1952, fait don à l'université du Texas à Austin du Point de vue du Gras, première photographie permanente réussie de l'histoire de la photographie, prise par Nicéphore Niépce en 1827[1].
- novembre : création par Daniel Filipacchi et Frank Ténot du magazine masculin Lui, avec un contenu mêlant articles de fond et photographies de femmes dénudées et d'actrices de premier plan.

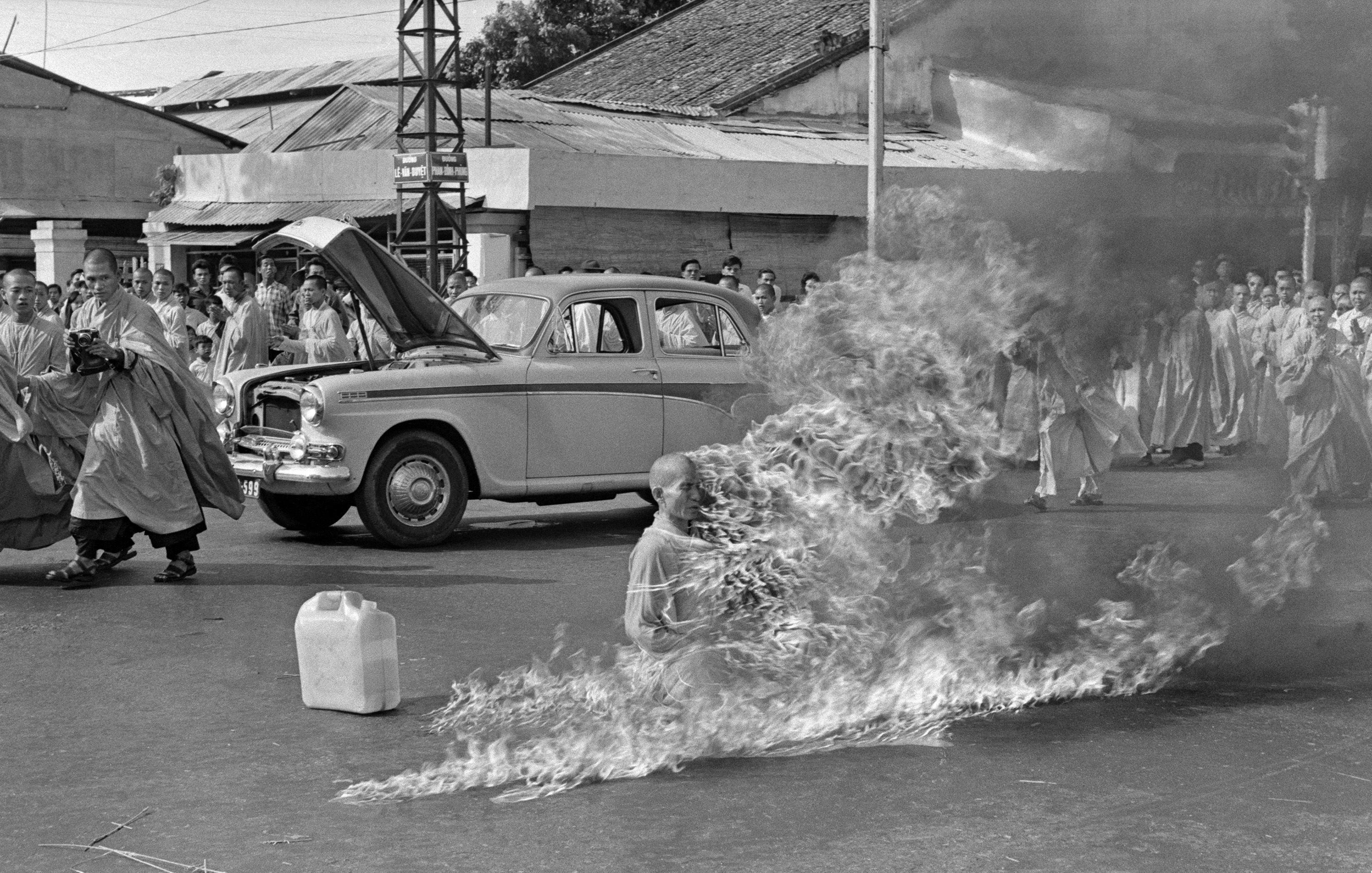
Malcolm Browne, L'auto-immolation par le feu de Thích Quảng Đức.

## Photographies notables
- 11 juin : Malcolm Browne, photographie de l'auto-immolation par le feu du moine bouddhiste vietnamien Thích Quảng Đức, contre la répression anti-bouddhiste ordonnée par le président catholique Ngô Đình Diệm[2] ; elle obtient le World Press Photo of the Year la même année.
- John O'Gready, Les gladiateurs (en), représentant les deux capitaines couverts de boue à la fin d'un match de rugby en Australie[3].
- Peter Thomann (de), Jument avec un poulain, connue aussi sous le titre L'âme d'un cheval (en)[4].

## Livres de photographies
- Lucien Clergue (postface Jean Cocteau, Jean-Marie Magnan), Toros muertos, Paris, Éditions Forces vives, coll. « Panoramas forces vives », 44 p. (30 photographies en noir et blanc).
- Edward Ruscha, Twentysix Gasoline Stations, Alhambra (Californie), Cunningham Press : livre d'artiste avec 26 photographies en noir et blanc de stations-service américaines situées sur la Route 66[5].

## Études, essais, articles
- Brassaï, « Mon ami André Kertész », Camera,‎ avril 1963 : illustré de 30 photographies de Kertész.
- Hubert Damisch, « Cinq notes pour une phénoménologie de l’image photographique », L’ARC, no 21 « La photographie »,‎ printemps 1963, p. 34-37 (lire en ligne  [PDF]).
- Edward Steichen publie son autobiographie, A Life in Photography[6].
- André Laban, Jean-Marie Pérès et Jacques Picard, « La photographie sous-marine profonde et son exploitation scientifique », Bulletin de l'Institut océanograique de Monaco, vol. 60, no 1258,‎ mars 1963 (lire en ligne [PDF]).

## Expositions
- 16 mars - 14 avril : David Octavius Hill. Robert Adamson. Inkunabeln der Photographie, Musée Folkwang, Essen.
- avril - 26 mai : Vuillard et son Kodak, Galerie L'Œil, Paris[7].
- 9 mai - 16 juin : Brassaï, Bibliothèque nationale, Paris[8].
- 1er juillet - 3 novembre : Photographs by Lartigue, première exposition consacrée à l'œuvre du photographe, rétrospective conçue par John Szarkowski, Museum of Modern Art (MoMA), New York ; le magazine Life lui consacre un portfolio[9],[10].
- 24 septembre - 1er décembre : American landscapes : photographs from the collection of the Museum of Modern Art, commissaire d'exposition John Szarkowski, Museum of Modern Art (MoMA), New York[11].
- novembre : André Kertész : photographies, Bibliothèque nationale, Paris[12].
- Creative photography 1826 to the present, an exhibition from the Gernsheim Collection, Wayne State University, Detroit[13].

## Prix et récompenses
- Prix Niépce : Jean Suquet.
- Prix Nadar : Gilles Ehrmann.
- Médaille David-Octavius-Hill : non décerné.
- Prix culturel de la Société allemande de photographie : Edith Weyde (de).
- Prix Robert Capa Gold Medal : Larry Burrows.
- Prix Pulitzer de photographie : Héctor Rondón Lovera pour la photographie prise le 4 juin 1962 représentant Luis María Padilla, aumônier de la base navale de Puerto Cabello au Venezuela, soutenant un soldat loyaliste mourant, blessé par un sniper au cours de El Porteñazo, rébellion contre le président Rómulo Betancourt[14].
- Prix de la Société de photographie du Japon / prix annuel : Takeji Iwamiya, Yōichi Midorikawa / espoirs : Noriaki Yokosuka.
- World Press Photo of the Year : Malcolm Browne pour la photographie de l'auto-immolation par le feu du moine bouddhiste vietnamien Thích Quảng Đức[15].
- Médaille du progrès de la Royal Photographic Society : Leopold Godowsky et Leopold Mannes (en).

## Naissances

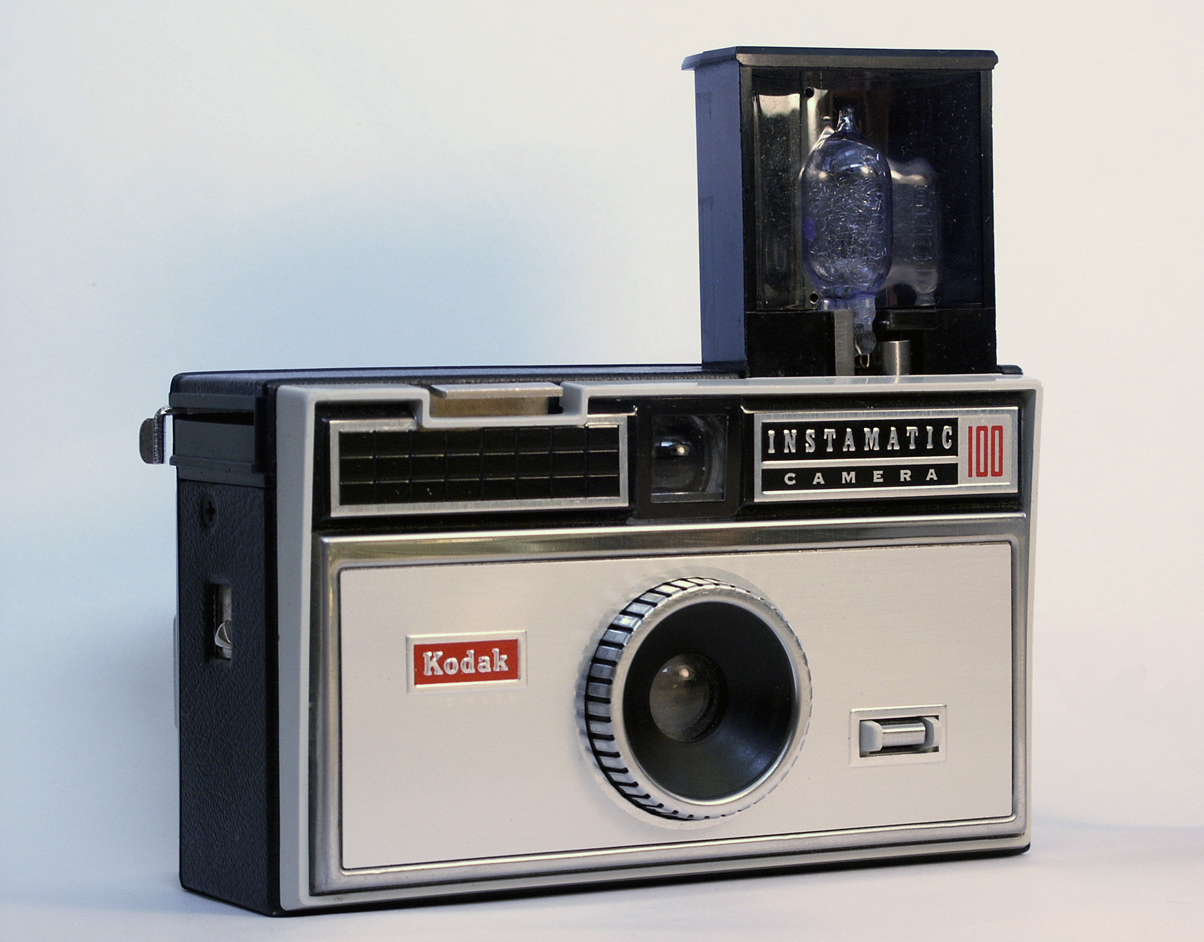
L'Instamatic 100, premier Instamatic vendu aux États-Unis.

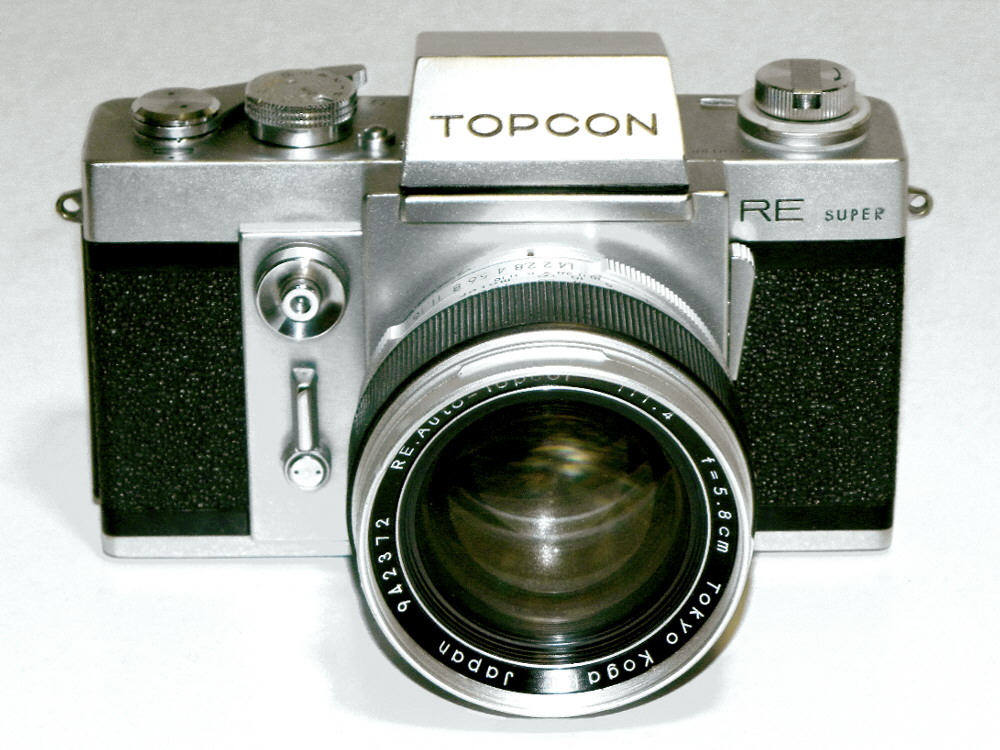
Topcon RE Super.

- 24 janvier : Claude Iverné, photographe documentaire français.
- 14 février : Ken Oosterbroek, photographe et photojournaliste sud-africain, tué lors d'un reportage le 18 avril 1994.
- 20 février : 
  - Patrick Cariou, photographe français.
  - Oliver Mark, photographe allemand.
- 28 février : Heli Rekula, photographe finlandaise.
- 3 mars : Klavdij Sluban, photographe franco-slovène, lauréat en 2000 du prix Niépce.
- 11 mars : David LaChapelle, photographe américain, lauréat en 1997 du Prix de la photographie appliquée (Infinity Awards).
- 11 avril : François Besch, journaliste et photographe luxembourgeois.
- 15 avril : Jan Šibík, reporter-photographe tchèque.
- 16 avril : Desiree Dolron, photographe et photojournaliste néerlandaise.
- 23 mai : Frank Breuer, photographe allemand.
- 28 juin : Pierre Gonnord, photographe portraitiste français, actif en Espagne, mort le 21 avril 2024.
- 4 juillet : Zalmaï Ahad, reporter photographe suisse d’origine afghane, lauréat en 2011 d'un Visa d’Or au festival Visa pour l'image.
- 23 août : Flore, photographe américaine, lauréate en 2020 du Prix Nadar.
- 27 août : Antoine Schneck, photographe plasticien français.
- 23 septembre : Samuel Tcherassi, photographe colombien, mort le 29 mai 2014.
- 25 novembre : Bertrand Meunier, photographe français, membre du collectif Tendance floue, lauréat en 2007 du Prix Niépce et du Prix Oskar-Barnack.
- 2 décembre : Antonín Tesař, photographe tchèque.
- Date précise inconnue ou non renseignée :
  - Jessica Craig-Martin, photographe américaine.
  - Calvin Dondo, photographe documentaire zimbabwéen.
  - Gabina Fárová, artiste photographe tchèque.
  - Chris Jordan, artiste et photographe américain.
  - Chayan Khoï, photographe, peintre et vidéaste iranien, actif à Paris.
  - Taiji Matsue, photographe japonais.
  - Collier Schorr, artiste et photographe américaine.
  - Risaku Suzuki, photographe japonais.
  - Ryūdai Takano, photographe japonais, lauréat en 2006 du prix Kimura Ihei.
  - Zubeida Vallie, photographe, militante anti-apartheid et enseignante sud-africaine, une des fondatrices de l’association de photographes Afrapix.
  - Michael Wesely, photographe allemand.

## Décès
- 13 mai : Georg Pahl, photographe de presse et journaliste allemand, auteur des premières photographies publiques d'Adolf Hitler en 1923, né le 20 octobre 1900.
- juillet : Martin Munkácsi, photojournaliste et photographe de mode hongrois actif à Berlin et à New York, né le 18 mai 1896.
- 28 octobre : Dora Kallmus, connue sous le nom de Madame d'Ora, photographe portraitiste et photographe de mode autrichienne, née le 20 mars 1881.
- 9 novembre : Ferdinand Bernède, photographe et folkloriste français, qui se définit comme « le photographe des Landes », né le 20 novembre 1869.

## Célébrations
Centenaire de naissance
- Leo Baekeland
- Paul Bergon
- Amador Cuesta
- Christian Franzen
- Rafael Garzón
- Jules Gervais-Courtellemont
- Stanisław Julian Ignacy Ostroróg
- Sergueï Prokoudine-Gorski
- Léopold-Émile Reutlinger
- Frederik Riise
- Juan Ruiz de Luna
- Adolphe Salmon
- Émile Wenz

Centenaire de décès
- George Wilson Bridges
- Charles Clifford
- Jean-Gabriel Eynard
- Stefano Lecchi
- Vittorio della Rovere